# Hauszák

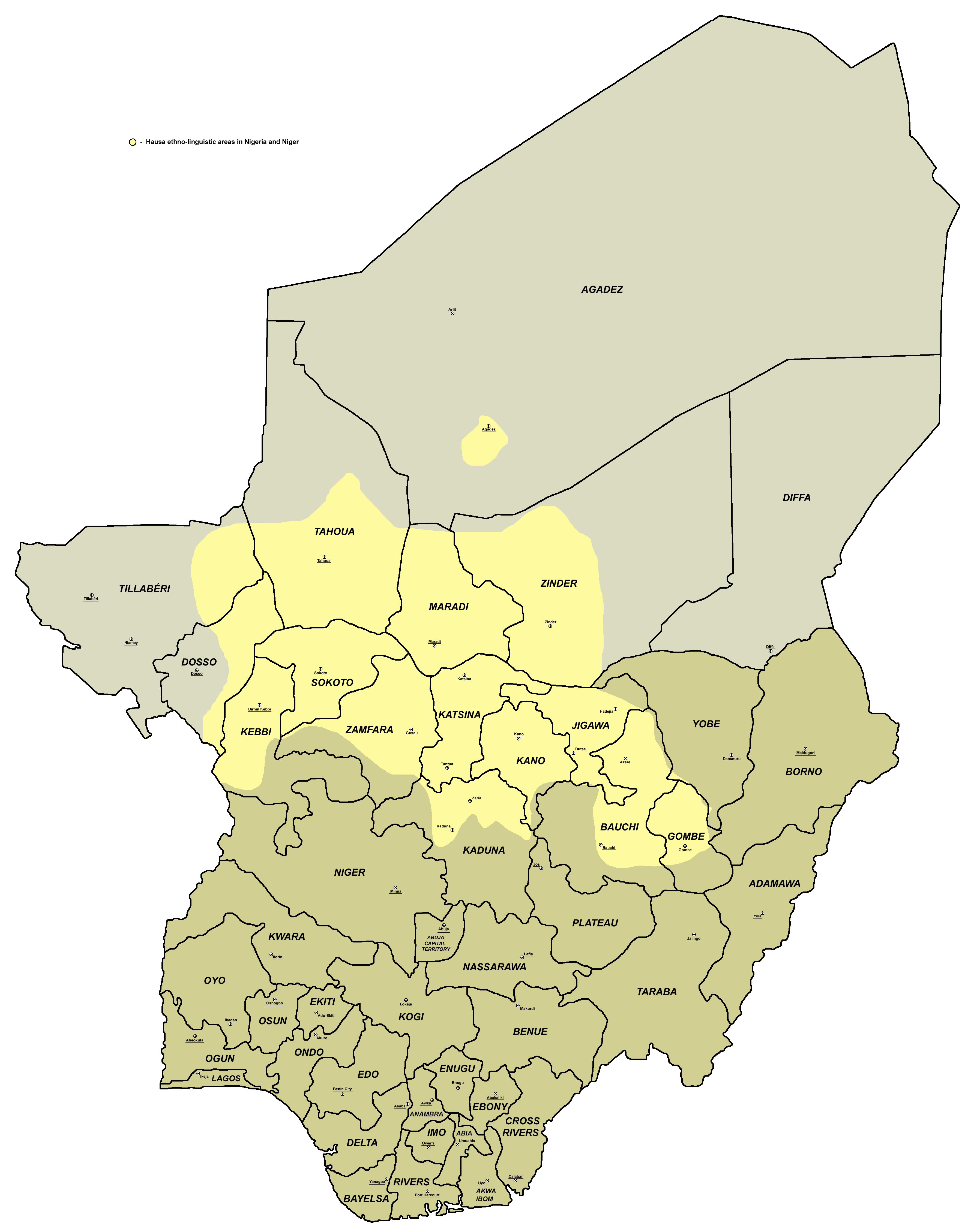

A hauszák Nyugat-Afrika legnagyobb etnikai csoportja. Elsősorban a Száhil övezetben és Nigéria, Niger szudáni régiójában élnek, továbbá jelentős számban vannak jelen Kamerun, Elefántcsontpart, Csád, Togo, Ghána, Szudán és Szaúd-Arábia területén. Egyes csoportjaik az Atlanti-óceán partján telepedtek meg Lagos és Cotonou környékén, illetve az észak-afrikai Líbia területén.
Különálló népnek nem tekinthetők, hamita négerek, akik a hausza nyelvet beszélik, amely az afroázsiai nyelvcsaládba sorolható. Nyelvük az észak-afrikai berberekéhez és az ősi egyiptomiakéhoz hasonlítható.
Hagyományos megélhetésük a földművesség. Ugyanakkor a hausza népek a történelem folyamán fontos szerepet játszottak a Szaharán túli kereskedelemben. Legnagyobb részük muzulmán, kevesen az afrikai törzsi vallások követője.

## Történetük
Valószínűleg a hauszák és a velük rokon törzsek a Szahara legdélibb részén élő népek utódai. Őseik amint a fűtakaró csökkent és a Szahara folyamatosan elsivatagosodott, dél felé vonultak, hasonlóan a berberekhez és az egyiptomiakhoz, akik a Szahara kiszáradásával párhuzamosan a Szahara északi határának vonalát követték. Ma ezeket a népeket a hatalmas kiterjedésű sivatag választja el egymástól.
A középkorban a hauszák fontos politikai csoportot alkottak. Ekkor hét államuk volt: Kano, Zaria, Daura, Gobir, Katszina, Biram és Rano. Ezen államok mindegyike egyetlen alapító hét fiától származik. Az államok területe kiterjedt a szomszédos területekre is.
A 19. században a szomszédos fulbék szálláshelyeire törtek. Ezt követően a hausza államok kis törzsekre bomlottak szét. Ezután már csak néhány erősebb hadvezér vagy törzsfőnök tudta rövid időre nemzetté formálni a törzseket.

## Népcsoportjaik
A következő nagyobb népcsoportjaikat különböztetjük meg:
- adarava, azna, gubei, tulumi
- hausza
- maguzava
- kurfei
- mauri
- tazarava, tegamava

## A népesség
A hausza nyelvet elsődleges nyelvként mintegy 34 millió ember, második nyelvként mintegy 18 millió ember beszéli, összesen kb. 52 millió ember.
A hausza nyelvet beszélő lakosság országonként 2011-ben:
| Ország       | Hausza nyelvet beszélők |
| ------------ | ----------------------- |
| Benin        | 800,900                 |
| Szaúd-Arábia | 1,000,000               |
| Burkina Faso | 500,000                 |
| Kamerun      | 2,300,500               |
| Ghána        | 172,000                 |
| Niger        | 12,000,000              |
| Nigéria      | 35,700,000              |
| Szudán       | 918,000                 |
| Togo         | 929,600                 |

## Hausza építészet

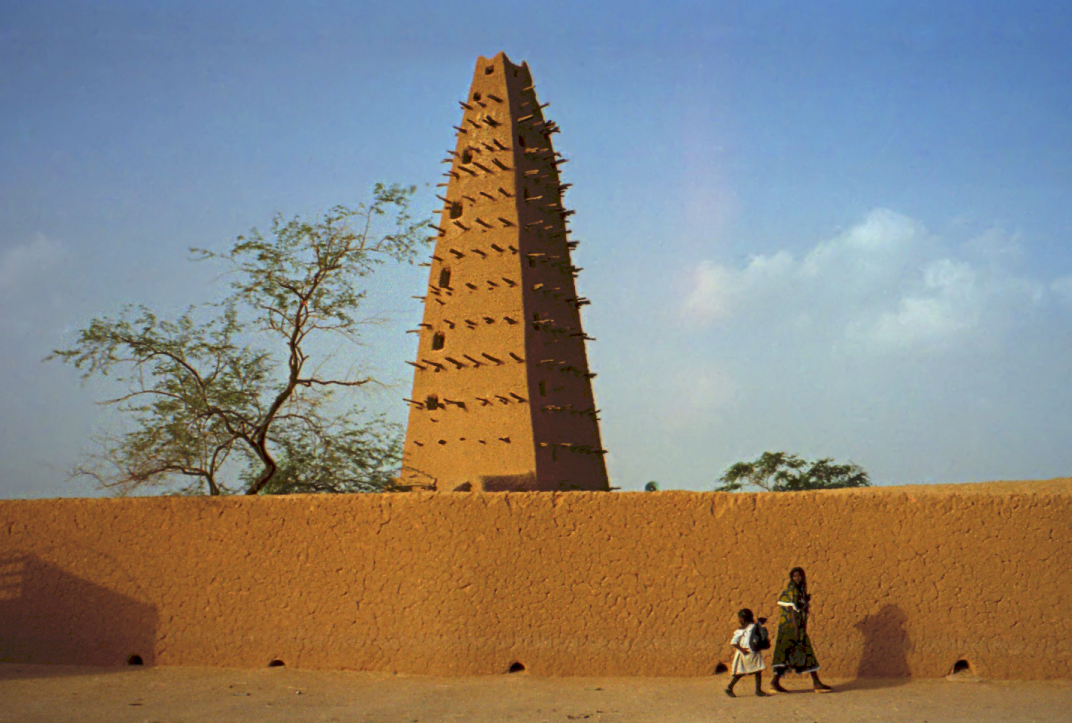
Nagymecset Agadezben (Niger)

Külsőleg a hausza építészet egyszerű, bár az épületek belsejében sokféle dekoratív motívum látható. A hausza épületeket a kiterjedt fafelhasználás különíti el az inkább nyugati, tisztán iszaptégla építészettől. Elképzelhető, hogy ennek a stílusnak az eredete a szőnyeggel borított sátrakból származik, ahol a szőnyegfalakat fokozatosan felváltották a földfalak. A hasonlatosság a hausza építészet egyik legjellemzőbb tulajdonságának, a bordázott kupolának a kiterjedt használatában nyilvánul meg. Ezeket a kupolákat négyzet alakú vagy kör alakú alapra lehet helyezni, vagyis egyetlen központi pontot vagy egy központi négyzetet hozhatnak létre a bordák metszéspontjában. A fából készült bordákat – általában akácfát – ezután sárral tapasztják, absztrakt díszítésekkel borítják. A sík tetőt könnyű sárfalak építésével érik el a bordák tetején a középső és a külső fal között, így a bordákat óriási elemekké vagy hajlított belső profilú merevítőkké alakítják. Ez elsősorban azokban a régióban szükséges, ahol a nagy esőzések gyakorlatilag lehetetlenné teszik a lapostetőket. Ennek egyik érdekesebb eredménye, ahogy az iszlám vallás által előírt téglalap vagy négyzet alakú ház megjelenésének megőrzése érdekében a nádfedeles épületek homlokzatait felépítik. Ezeket a sárból épített homlokzatokat az ajtók feletti bonyolult arabeszk minták élénkítik.

## Fordítás
Ez a szócikk részben vagy egészben  a   Hausa people című angol Wikipédia-szócikk fordításán alapul.  Az eredeti cikk szerkesztőit annak laptörténete sorolja fel. Ez a jelzés csupán a megfogalmazás eredetét és a szerzői jogokat jelzi, nem szolgál a cikkben szereplő információk forrásmegjelöléseként.